# Campionati europei di atletica leggera 2022 - Marcia 20 km femminile
La marcia 20 km femminile dei campionati europei di atletica leggera 2022 si è svolta il 20 agosto 2022 nel percorso creato nelle strade di Monaco di Baviera, in Germania.

## Podio
| Pos.    | Atleta               | Nazionalità | Tempo    | Note                          |
| ------- | -------------------- | ----------- | -------- | ----------------------------- |
| Oro     | Antigónī Ntrismpiōtī | Grecia      | 1h29'03" | Miglior prestazione personale |
| Argento | Katarzyna Zdziebło   | Polonia     | 1h29'20" |                               |
| Bronzo  | Saskia Feige         | Germania    | 1h29'25" | Miglior prestazione personale |

## Situazione pre-gara

### Record
Prima di questa competizione, il record del mondo (RM), il record europeo (EU) e il record dei campionati (RC) erano i seguenti.
| Record                | Prestazione | Atleta               | Data                             | Competizione |
| --------------------- | ----------- | -------------------- | -------------------------------- | ------------ |
| Record mondiale       | 1h23'49"    | Yang Jiayu Cina      | 20 marzo 2021 Huangshan, Cina    |              |
| Record europeo        | 1h25'08"    | Vera Sokolova Russia | 26 febbraio 2011 Sochi, Russia   |              |
| Record dei campionati | 1h26'36"    | María Pérez Spagna   | 11 agosto 2018 Berlino, Germania | Europei 2018 |

### Campione in carica
La campionessa europea in carica era:
| Campione | Atleta             | Prestazione | Data                             | Competizione |
| -------- | ------------------ | ----------- | -------------------------------- | ------------ |
| Europeo  | María Pérez Spagna | 1h26'36"    | 11 agosto 2018 Berlino, Germania | Europei 2018 |

### La stagione
La "Top List 2022" del Congresso mondiale della World Athletics – avvalendosi della sospensione attivata dal 2015, confermata nel 2021, ribadita e ampliata il 1º marzo 2022 –, complessivamente preclude la partecipazione delle Nazioni escluse e degli atleti neutrali autorizzati ad eccezione degli Atleti Rifugiati (due dei tempi dell'anno 2022 erano di atleti del paese sanzionato, come si riporta di seguito in nota), pertanto in base alle desisioni dell'ex IAAF, supportata dall'organo indipendente dell'Athletics Integrity Unit, già IAAF Ethics Board, prima di questa gara, le atlete europee con i migliori risultati erano:
| Pos. | Atleta                     | Prestazione | Data                                         |
| ---- | -------------------------- | ----------- | -------------------------------------------- |
| 1    | Katarzyna Zdziebło Polonia | 1h27'31"    | 15 luglio 2022 Eugene, Stati Uniti d'America |
| 2    | María Pérez Spagna         | 1h27'40"    | 13 febbraio 2022 Pamplona, Spagna            |
| 3    | Valentina Trapletti Italia | 1h29'47"    | 1º maggio 2022 Alberobello, Italia           |

## Risultati

### Finale
La finale si è disputata alle ore 10:15 del 20 agosto:
| Pos.    | Atleta                 | Nazione       | Tempo      | Note                                     |          |
| ------- | ---------------------- | ------------- | ---------- | ---------------------------------------- | -------- |
| Oro     | Antigónī Ntrismpiōtī   | Grecia        | 1h29'03"   | >,                                       |          |
| Argento | Katarzyna Zdziebło     | Polonia       | 1h29'20"   | >                                        |          |
| Bronzo  | Saskia Feige           | Germania      | 1h29'25"   | Miglior prestazione personale            |          |
| 4       | Lyudmila Olyanovska    | Ucraina       | 1h29'46"   | Miglior prestazione personale stagionale |          |
| 5       | Valentina Trapletti    | Italia        | 1h29'56"   |                                          |          |
| 6       | Clémence Beretta       | Francia       | 1h30'37"   | ~,                                       |          |
| 7       | Eliška Martínková      | Rep. Ceca     | 1h31'44"   | ~                                        |          |
| 8       | Ana Cabecinha          | Portogallo    | 1h31'56"   | ~,~,~                                    |          |
| 9       | Olena Sobchuk          | Ucraina       | 1h32'07"   | Miglior prestazione personale stagionale |          |
| 10      | Camille Moutard        | Francia       | 1h33'16"   | ~                                        |          |
| 11      | Eloise Terrec          | Francia       | 1h34'04"   |                                          |          |
| 12      | Christina Papadopoulou | Grecia        | 1h35'19"   | ~, ~,                                    |          |
| 13      | Heather Lewis          | Gran Bretagna | 1h35'36"   |                                          |          |
| 14      | Carolina Costa         | Portogallo    | 1h35'36"   | Miglior prestazione personale            |          |
| 15      | Enni Nurmi             | Finlandia     | 1h36'56"   |                                          |          |
| 16      | Barbara Oláh           | Ungheria      | 1h38'31"   | ~, ~                                     |          |
| 17      | Meryem Bekmez          | Turchia       | 1h39'30"   | ~                                        |          |
| 18      | Hana Burzalová         | Slovacchia    | 1h40'31"   | Miglior prestazione personale stagionale |          |
| 19      | Kader Dost             | Turchia       | 1h42'26"   |                                          |          |
| 20      | Venla Laiho            | Finlandia     | 1h43'47"   |                                          |          |
| -       | Ayşe Tekdal            | Turchia       | dnf        | >,~                                      |          |
| -       | María Pérez            | Spagna        | ~,~,~,~,dq | TR54.7.5                                 | TR54.7.5 |
| -       | Joana Pontes           | Portogallo    | ~,~,~,~,dq | TR54.7.5                                 | TR54.7.5 |
| -       | Hanna Shevchuk         | Ucraina       | ~,~,~,~,dq | TR54.7.5                                 | TR54.7.5 |

Legenda:
- Pos. = posizione
- NF = prova non completata (Non Finita)
- = record personale
- = miglior prestazione personale stagionale
- > = ammonizione per sbloccaggio
- ~ = ammonizione per sospensione